# Emilio Rey
Emilio Rey Corrales también conocido como El Pato (Cáceres, 28 de septiembre de 1964) es un torero retirado y hostelero español. 

## Biografía
La afición le viene por parte de su padre que fue novillero, era conocido en los carteles como el Pato. El 29 de junio de 1982 se puso por primera vez delante de una becerra, a partir de ahí comenzaría su vida dedicada al mundo del toreo, el 13 de agosto de ese mismo año entró a formar parte del espectáculo cómico-taurino, lo haría junto al grupo El Platanito. Se vistió de luces por primera vez el 6 de agosto de 1983 en un espectáculo taurino denominado "Las Brujas". En el 1985 se apunta al bolsín taurino de Ciudad Rodrigo llegando a la final que se celebró el 20 de febrero de dicho año en el que formó cartel junto a Manuel Díaz "El Cordobés". Antes de su debut con picadores toreó varias veces en su ciudad natal, Cáceres, y en pueblos de la región.
Su debut no oficial ocurrió e 10 de mayo de 1987 en la Plaza de toros de Cáceres con motivo de que Cáceres había sido declarada Patrimonio de la Humanidad por la Unesco que se había producido el año anterior, se conmemoró con diversas actividades y, entre ellas, un novillada goyesca en la que actuaron con novillos de Cobaleda el rejoneador Nano Bravo y los diestros Paco Alcalde, Juan Antonio Esplá, Gallito de Zafra junto al ya mencionado Emilio Rey. El 10 de septiembre del mismo año Emilio volvió a Cáceres, esta vez lo hacía junto a Nano Bravo, El niño de la Taurina y Raúl Zorita lidiando un encierro de Lorenzo y Alejandro García, logrando la puerta grande tras cortar las dos orejas al segundo de su lote. 
Tomó la alternativa en la Plaza de toros de Mérida el 18 de marzo de 1989 teniendo de padrino a José María Manzanares y de testigo a Juan Mora, el toro de su alternativa se llamaba Monterito de la ganadería de Luis Albarrán de 550 kg.
Tras su retirada definitiva se dedicó a la hostelería. Además, tras su retirada decidió hacerse cargo de la Escuela taurina de Cáceres, del año 1997 al 2004, con ayuda del Club taurino de Cáceres. De esta escuela han salido varios toreros entre los que se encuentran Emilio de Justo.